# Impertinence (Haendel)
Impertinence est une œuvre pour clavecin de Georg Friedrich Haendel.
Le morceau consiste en une brève bourrée, écrite en sol mineur.
La pièce, d'une durée moyenne d'exécution d'une minute environ, porte le numéro HWV 494 dans le catalogue des œuvres du compositeur établi par le musicologue Bernd Baselt.
L'écriture musicale est à deux voix (celles de la main droite et de la main gauche) se répondant. La partition, composée vers 1705, fait aujourd'hui partie du répertoire pédagogique des claviers en général, et du piano en particulier.